# Павер-метал
Па́вер-ме́тал, па́уер-ме́тал чи просто па́вер (англ. power metal, від power — «сила», «влада») — один із напрямків металу. Характеризується швидшими темпами виконання, ніж «класичний» хеві-метал, та більшою мелодичністю, ніж спід-метал. Засновником напрямку вважається гурт Helloween, який видав  в 1987—1988 рр. подвійний альбом «Keeper of the Seven Keys».
Пауер-метал — це різновид хеві-металу. Досить часто ведуться дискусії про сам термін. Ці дискусії ґрунтуються на тому, що є два різні, але все-таки близькі стилі: один стиль був заснований і тепер досить широко поширений в Північній Америці, а інший базується в Німеччині та Скандинавії. Тому досить часто павер-метал співвідносять з його європейським різновидом.

## Американський павер-метал
Американський павер-метал, як і європейський павер, зародився під впливом таких груп як Rainbow, Iron Maiden, Judas Priest, Dio, Queensryche і Helloween. Деякі музикознавці вважають, що сучасні американські групи Iced Earth і Nevermore стали засновниками цього стилю в Америці, але в той же час інші говорять про те, що саме в Америці цей стиль був поглинений популярнішим стилем треш-метал. Треті вважають, що саме в Америці павер-метал отримав своє друге дихання разом з розвитком таких груп як Zandelle, Gothic Knights, Phoenix Reign, Twilight Odyssey і першопрохідцями американського паверу Virgin Steele. Так само, група з Флориди, під назвою Kamelot стала популярною саме завдяки своєму європейському звучанню і тому, що на одному з їхніх альбомів співав вокаліст Shagrath з норвезької Black Metal команди Dimmu Borgir. Услід за Камелотом, ще одна група з Небраски Cellador, в серпні 2005 року була підписана на лейбл Metal Blade Records, охарактеризувалася поверненням до того звуку, який звичніший європейському павер-металу.

## Європейський павер-метал
В середині 80-х років 20-го століття такі гурти, як Helloween (Німеччина) і Europe (Швеція) стали привертати увагу слухачів до мелодики в піснях і композиціях. Helloween зробили спробу змішати швидкі Speed metal-рифи з гітарним мелодизмом, могутнім вокалом в стилі Iron Maiden і чистим звуком музичних інструментів. Їх альбоми Keeper Seven Keys, Part 1 (1987) і Keeper Seven Keys, Part 2 (1988) без сумніву стали наріжним каменем в розвитку жанру. Відтоді  європейський «happy metal» широко розповсюдився і став популярним по всьому континенту так само, наскільки він був непопулярний в США. Відтоді багато з Павер Метал гуртів відійшли від того «щасливого металевого звуку», такого характерного їхнім попередникам і стали додавати в музику більше епічності, замішаної на власне Павер Металі. Такі групи як Blind Guardian почали комбінувати класичний звук павер-металу з оркестровими темами. Продовжувати ці традиції стали Rhapsody та Angra. На просторах СНД найпопулярнішим павер-метал гуртом є Епідемія.

### Відомі павер-метал гурти
- Altaria
- Human Fortress
- Powerwolf
- Highland Glory
- Blind Guardian
- Sonata Arctica
- Helloween
- Stratovarius
- HammerFall
- Edguy
- Kamelot
- Iced Earth
- Gamma Ray
- DragonForce
- Nightwish
- Sabaton
- Angra
- Rhapsody (тепер Rhapsody of Fire)
- Avantasia
- Primal Fear
- Manowar
- Freedom Call
- Demons & Wizards (гурт)
- Falconer[en]
- Galneryus
- Imperial Circus Dead Decadence
- Lovebites

### В Україні
- Kraamola (павер/фолк-метал) (Київ)
- Otaman (Київ)
- Conquest (Харків)
- Sunrise (Київ)
- Morton (Київ)
- Экзистенция (Харків)
- Majesty Of Revival (Ужгород)
- WindRunners (Одеса)
- Абордаж (Феодосія)
- Реанимация (Одеса)
- Finist (павер/фолк-метал) (Харків)
- Delfinia (Київ)
- Рай Із Твоїх Снів (павер/фолк-метал) (Львів)
- Power Tale (Луганськ->Харків)